# Distretto di Seýdi
Il distretto di Seýdi è un distretto del Turkmenistan situato nella provincia di Lebap. Ha per capoluogo la città di Seýdi.